# クリスチャニティ・トゥディ
クリスチャニティ・トゥディ（英語：Christianity Today）は、福音主義 に立つクリスチャンのため、イリノイ州から発行される福音派の定期刊行物である。

## 概要
1956年に、メインラインと呼ばれるエキュメニカル派に対抗する、福音主義のクリスチャンコミュニティのため始まった。古屋安雄は、この雑誌が福音派だけではなく、キリスト教の代表的雑誌になってきているとしている。
マガジンは、伝道者ビリー・グラハムと編集長カール・ヘンリーにより創刊された。初期の執筆者には福音派で有名なフレドリク・ブルース、ハロルド・リンゼルらがいる。
二代目の編集長ハロルド・リンゼルの時代に、聖書無謬について議論が起こった。リンゼルは、聖書の無誤性（イネランシー、全く誤りがない）を強調し、1976年に『聖書のための戦い』を出版した（）。
最近の有名な執筆陣はフィリップ・ヤンシー、フラー神学大学のリチャード・ムー、イェール大学のステファン・カーターである。
1996年には、インターネット記事掲載も始められた。

## 政治的なスタンス
福音派は、長らく共和党の支持基盤であり続けてきた。2016年アメリカ合衆国大統領選挙でも、共和党のドナルド・トランプを支持し当選させた。しかしながらクリスチャニティ・トゥディ誌は、トランプの移民政策に批判的な姿勢を採ったほか、2019年にはドナルド・トランプとウクライナ論争に端を発する大統領弾劾手続きを賛成するなど一線を画した編集方針を示している。